# Jakob Bernoulli
Jakob Bernoulli (även känd som Jacob, Jacques eller James Bernoulli), född 27 december 1654 i Basel, död där 16 augusti 1705, var en schweizisk matematiker. Jakob Bernoulli var äldste bror till Johann Bernoulli.
Det var efter att ha träffat Robert Boyle och Robert Hooke på en resa till England år 1676 som Jakob Bernoulli bestämde sig för att ägna sitt liv åt vetenskapen. Han undervisade vid universitetet i Basel från 1682 och blev professor i matematik år 1687.
Jakob och Johann Bernoulli är tillsammans ansedda som de viktigaste grundarna av ämnet matematisk analys, med undantag för Isaac Newton och Gottfried Leibniz. När Leibnitz 1684 publicerade sin upptäckt av infinitesimalkalkylen, tog Jakob och hans bror Johann, i motsats till de flesta andra samtida matematiker, emot upptäckten med entusiasm, och använde den till att lösa en rad matematiska problem, såsom hans beräkningar av talet e (1683), Bernoullis lemniskata (1694), transcendenta kurvorna (1696) och isoperimetri (1700 och 1701).
Jakob Bernoullis största verk är Ars Conjectandi, publicerad efter hans död år 1713, där han bland annat utvecklade egenskaperna hos Bernoullitalen. Det har fortfarande inte klarlagts hur han lyckades härleda vissa av egenskaperna han upptäckte. Hans verk var också den första väsentliga avhandlingen inom sannolikhetslära. Det innehöll bland annat teorier om permutationer och kombinationer och ett tillräckligt bevis för binomialsatsen för positiva heltal.

## Utmärkelser
Asteroiden 2034 Bernoulli är uppkallad efter honom och flera av hans släktingar. Även nedslagskratern Bernoulli på månen är uppkallad efter honom.